# ریشارد زوب
ریشارد زوب (انگلیسی: Ryszard Zub; ۲۴ مارس ۱۹۳۴ – ۱۱ ژانویهٔ ۲۰۱۵) ورزشکار شمشیربازی اهل لهستان بود.
وی در مسابقات کشوری و بین‌المللی در مجموع برندهٔ ۲ مدال نقره، ۱ مدال برنز شده‌است.